# 星辰变
《星辰变》是由起点中文网人气作者“我吃西红柿”所著奇幻修真小说。并有由《星辰变》小说改编的同名2D网络游戏。
故事主角是秦羽。一部想象广阔的奇幻修真小说，主角秦羽是一位王爷的三世子。故事中，主角天生无法修炼内功。但机缘巧合下得到了晶石“流星泪”。来到在海外修真界，无数修真者争夺“九剑”，并参与其中。2018年，改编动画《星辰变》。